# Wapen van Mongolië

Wapen van Mongolië.

Het wapen van Mongolië is in de grondwet van 1992 vastgesteld. Het verving het wapen van Volksrepubliek Mongolië.

## Beschrijving
Het wapen heeft een ronde vorm met onderaan een staande voet. De voet is opgebouwd uit bladeren van de lotusbloem. Centraal in het wapen staat een gouden windpaard op een donkerblauwe achtergrond. Deze achtergrond staat voor de hemel, hetgeen in Mongolië heilig is. Het windpaard staat samen met een Sojombo-symbool afgebeeld en staat voor onafhankelijkheid, soevereiniteit en geloof. Onder het paard staat een gouden dharma afgebeeld met daarin een gebedssjerp (Chatag). Dit zijn beide elementen van eerbied en respect en staan voor welvaart. Het paard en de dharma staan voor een groen heuvellandschap, hetgeen de aarde symboliseert. De cirkel wordt omgeven door een rand met ornamenten met bovenaan de Drie Juwelen uit het boeddhisme.

## Oorsprong van de symbolen
De verering van de hemel en aarde stamt uit het sjamanistische geloof tengriisme. Dit geloof kwam onder nomadenvolkeren veel voor naast het boeddhisme. Het Sojombo-symbool komt ook terug in de vlag van Mongolië en staat voor het Mongoolse schrift.

## Historische wapens

Wapen van Volksrepubliek Mongolië (1940-1941)
Wapen van Volksrepubliek Mongolië (1941-1960)
Wapen van Volksrepubliek Mongolië (1960-1991)

Afghanistan · Armenië · Azerbeidzjan · Bahrein · Bangladesh · Bhutan · Brunei · Cambodja · China: Volksrepubliek / Republiek (Taiwan) · Cyprus · Filipijnen · Georgië · India · Indonesië · Irak · Iran · Israël · Japan · Jemen · Jordanië · Kazachstan · Kirgizië · Koeweit · Laos · Libanon · Malediven · Maleisië · Mongolië · Myanmar · Nepal · Noord-Korea · Oezbekistan · Oman · Oost-Timor · Pakistan · Palestina · Qatar · Rusland · Saoedi-Arabië · Singapore · Sri Lanka · Syrië · Tadzjikistan · Thailand · Turkmenistan · Turkije · Verenigde Arabische Emiraten · Vietnam · Zuid-Korea

Afhankelijke gebieden: Hongkong · Macau

Betwiste gebieden: Noord-Cyprus